# Anchee Min

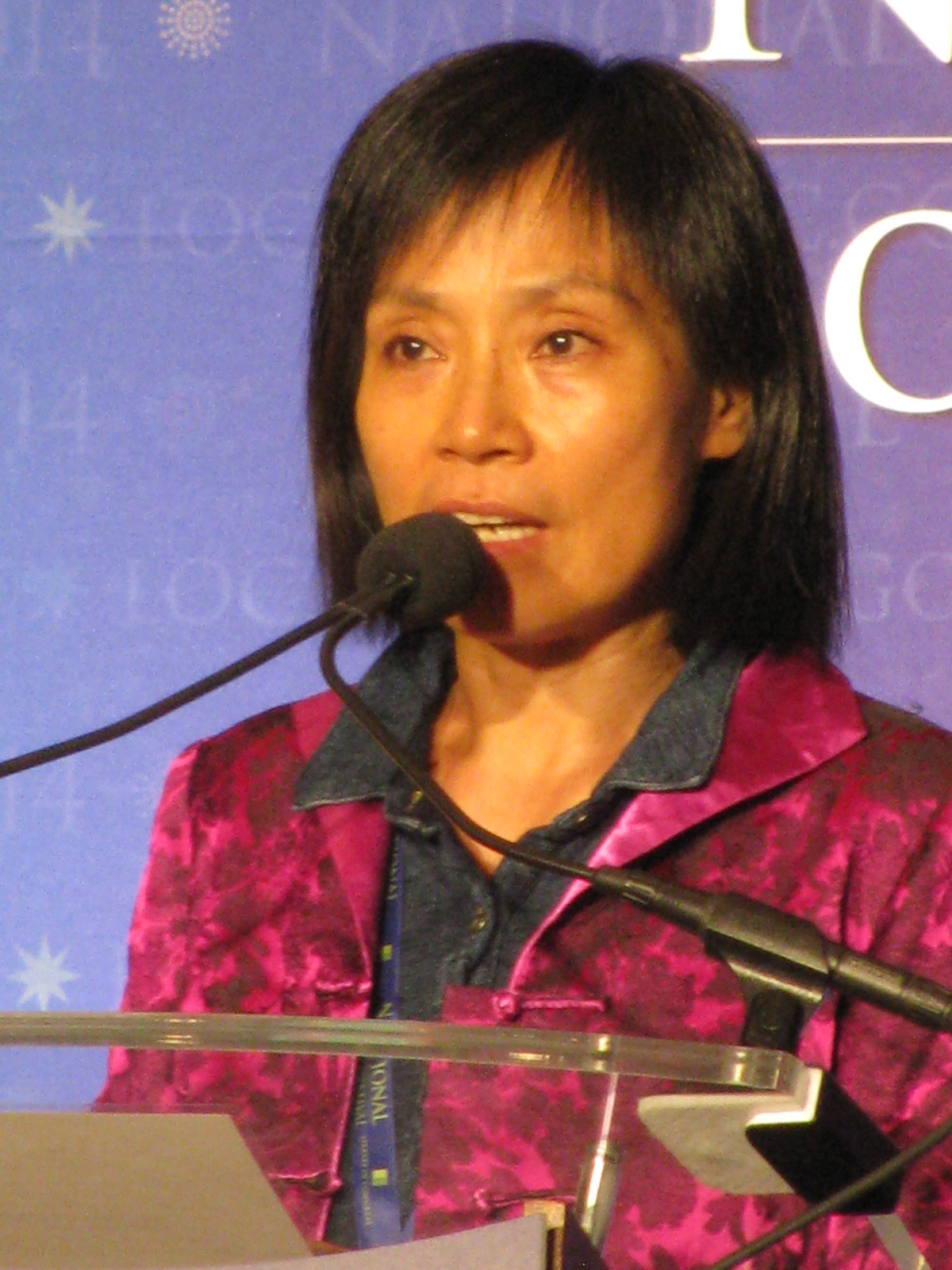
Anchee Min (2014)

Anchee Min (閔安琪) (n. 1957 en Shanghái) es una escritora, fotógrafa y música china-estadounidense. Vivió en China hasta 1984 y actualmente vive en Los Ángeles y Shanghái. Las memorias de Min (Azalea roja (1994)) y sus subsiguientes novelas, son tanto autobiográficas como el reflejo de un periodo específico de la historia de China, poniendo un fuerte énfasis en los personajes femeninos.
Min fue enviada a un campo de trabajo a los 17 años donde fue descubierta por un cazatalentos. Trabajó como actriz en el Shangai Film Studio y llegó a Estados Unidos en 1984, con ayuda de su amiga, la actriz Joan Chen.
Min menciona que la migración y la escritura le permitió, comprender cómo la afectó la revolución cultural de Mao y perdonarse a sí misma por sus acciones, que la escritura le permitió asumir la culpa sobre sus acciones y el impacto de la revolución cultural de Mao sobre la sociedad china.

## Obras

### Memorias
- Azalea roja (1994)

### Ficción
- Katherine  (1995)
- Madame Mao (2001)
- Wild Ginger (2002)
- La Ciudad Prohibida (2004)
- La Última Emperatriz (2007)
- Pearl of China (2010)
- la buena lluvia sabe cuando caer (2013)